# Mostarda-preta
A mostarda-preta (Brassica nigra) é uma planta herbácea da família das brassicáceas, anual, que atinge 1,2 m de altura, de folhas oblongas, denteadas e flores amarelas. O condimento é produzido a partir das sementes em quase todo mundo.